# Exochocepheus eremitus
Exochocepheus eremitus är en kvalsterart som beskrevs av Tyler A. Woolley och Harold G. Higgins 1968. Exochocepheus eremitus ingår i släktet Exochocepheus och familjen Scutoverticidae. Inga underarter finns listade i Catalogue of Life.